# Dendrobium nanocompactum
Dendrobium nanocompactum är en orkidéart som beskrevs av Gunnar Seidenfaden. Dendrobium nanocompactum ingår i släktet Dendrobium, och familjen orkidéer.
Artens utbredningsområde är Thailand. Inga underarter finns listade i Catalogue of Life.